# Oricha Oko
| Farben           | Lila und Türkis   |
| Zahlen           | 7                 |
| Kath. Heilige(r) | Isidor von Madrid |

Oricha Oko (Oko) ist in der Religion der Yoruba der Orisha der Landwirtschaft. Er bestimmt auch die Fruchtbarkeit des Menschen und hilft gebärenden Frauen. Er schlichtet Streitigkeiten zwischen den Orishas.